# 인디펜던스급 항공모함

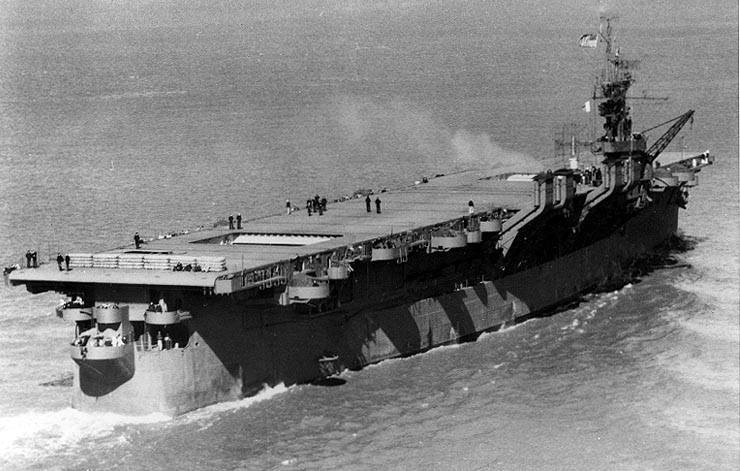
USS 프린스턴 CVL-23

인디펜던스급 항공모함(Independence class aircraft carrier)은 제2차 세계대전, 한국전쟁 등에 사용되었던 미국 해군의 경항공모함이다. 프랭클린 루즈벨트 대통령의 해군 계획에 의해 개발되었으며, 표준 배수량 11,000톤, 총 9척이 건조되었다.

## 동급함정
인디펜던스급은 클리브랜드급 순양함을 개조한 것이다. 처음에는 항공모함을 뜻하는 CV로 불렸다가 1943년 7월 15일에 경항공모함을 뜻하는 CVL로 모두 재명명되었다. 재명명 당시 4척이 건조중이었다. 미국 해군이 사용한 이후에 프랑스에 2척, 스페인에 1척이 중고로 수출되었다.

### 데달도함

스페인 경항모 데달도함의 AV-8S 해리어 전투기. 데달도함은 한국 전쟁에 참가한 인디펜던스급 항공모함을 중고로 수입한 것이다.

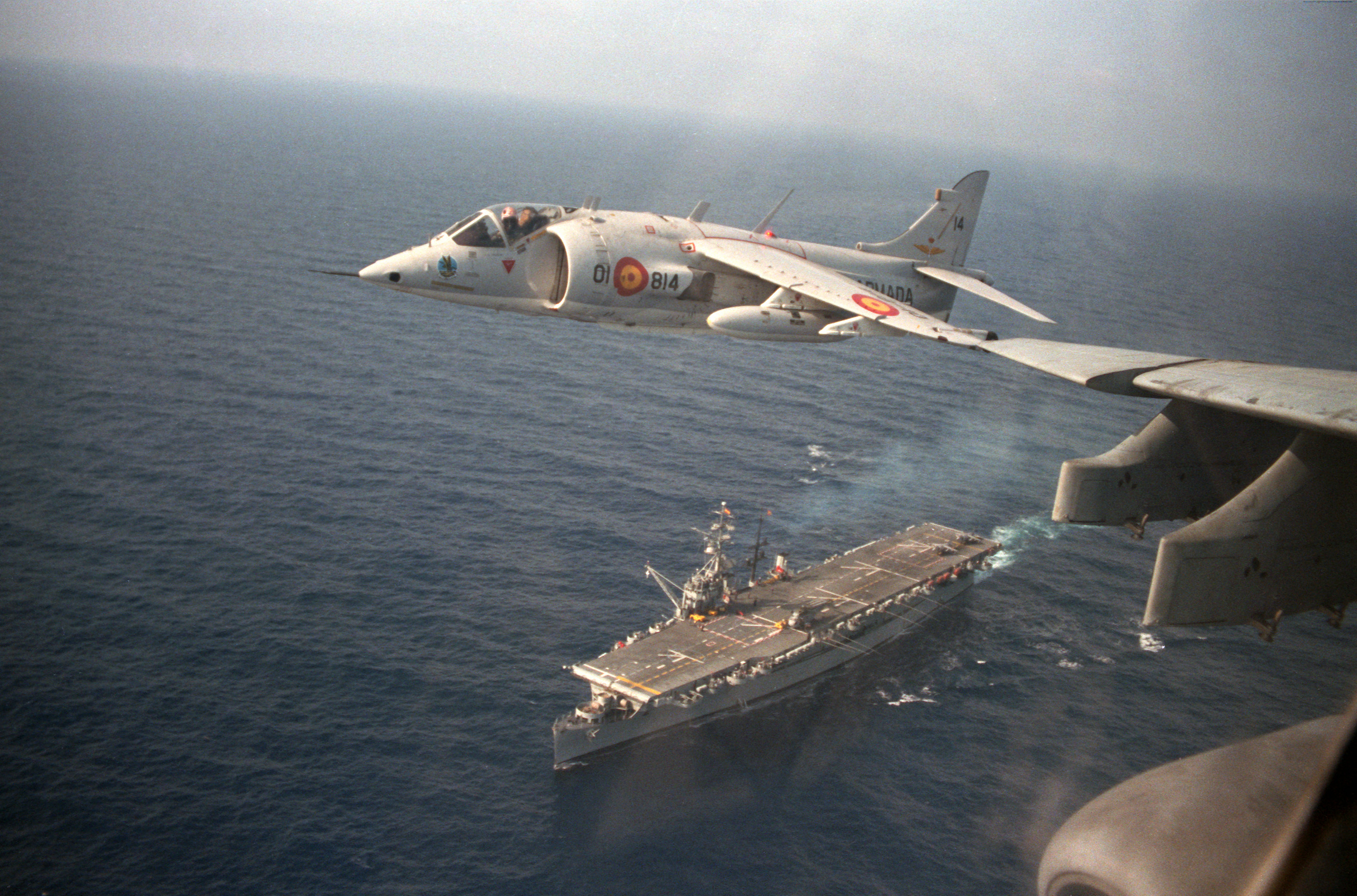
스페인 경항모 데달도함 상공의 AV-8S 해리어 전투기

미국 해군의 인디펜던스급 항공모함은 모두 9척이 건조되었는데, 캐봇함은 7번함이다. 1942년 3월 16일 기공식을 갖고 1943년 4월 4일 진수되어 6월 24일 취역했다. 2차대전 기간인 43년부터 48년까지 실전에 사용되었고, 전후인 1948년 10월 27일 퇴역하여 훈련함이 되었다. 67년 스페인 해군에 임대되어 데달도함이 되었으며, 72년에 임대차에서 매매로 계약을 변경하였다. 1989년 8월 스페인 해군에서 퇴역하여 미국 민간업체에 팔렸으며, 박물관으로 사용되고 있다.
2차대전 당시 캐봇함은 24대의 그루만 F6F 헬캣 전투기와 9대의 TBM 어벤저 어뢰 공격기 등 총 33대의 단발 프로펠러기를 탑재했었다.
스페인 해군의 데달도함은 처음 67년부터 72년까지는 SH-3D Sea King 등의 헬기만 탑재한 대잠전 항공모함(ASW carrier)으로 사용되었다. 1972년의 테스트를 거쳐, AV-8S Matadors (AV-8A 해리어)를 탑재하기로 결정했다. 해리어의 분사열은 나무로 된 비행갑판 파손시키기 때문에 함미에 강철을 덮어서 비행갑판을 보호했다. 최초에는 6대의 1인승 AV-8S 전투기와 2대의 2인승 TAV-8S 훈련기가 1976년에 배치되었다. 1980년에 2차로 4대의 AV-8S 전투기가 인도되었다. 다른 해리어 탑재 항공모함과 달리, 데달도함에는 스키점프대가 설치된 적이 없었고, 따라서, 해리어의 최대이륙중량이 제한되었다.